# César Navas
César González Navas (Madrid, 14 febbraio 1980) è un ex calciatore spagnolo, di ruolo difensore.

## Palmarès

### Club

#### Competizioni nazionali
- Campionato russo: 1

Rubin Kazan': 2009
- Coppa di Russia: 1

Rubin Kazan': 2011-2012
- Supercoppa di Russia: 2

Rubin Kazan': 2010, 2012

#### Competizioni internazionali
- Coppa dei Campioni della CSI: 1 inter': 2010